# Торуньский перевал
Торуньский (укр. Торуньський перевал), — один из самых удобных перевалов через Украинские Карпаты. Расположен между Вододельным хребтом и Горганами, у истока реки Мизунки. Высота — 930,6 м. Находится между сёлами Вышков и Торунь (отсюда и название), на границе Ивано-Франковской и Закарпатской областей.
Через перевал проходит автодорога Долина — Хуст. Южный склон перевала крутой, автодорога идёт серпантином, а северный более пологий. Свободен от снега с мая по декабрь.
Ближайшие населённые пункты: с. Вышков, с. Торунь.